# Daniel Holzer
Daniel Holzer (* 18. srpen 1995 Havířov) je český profesionální fotbalista, který hraje na pozici levého záložníka či obránce za český klub FC Baník Ostrava. Je také bývalým českým mládežnickým reprezentantem.

## Klubová kariéra

### Baník Ostrava
Svoji fotbalovou kariéru začal v FC Baník Ostrava. Nejdříve hrál za mládežnické kategorie a poté se v roce 2012 ve svých 17 letech dostal i do A-týmu, čímž se stal nejmladším hráčem Baníku v historii české ligy (od 1993/94), kterému se to povedlo (absolutní rekord patří od sezony 1977/78 tehdy šestnáctiletému Petru Baumanovi). Výrazněji se začal prosazovat o rok později, kdy se během podzimu 2013 prosadil do základní sestavy. Vyšel mu hlavně zápas proti Liberci, který Baník i díky jeho dvěma asistencím vyhrál 3:0.

### Sparta Praha
V létě 2016 se o něj zajímal FC Slovan Liberec, jenž za něj měl nabídnout cca 4,5 milionu Kč. Poté se k námluvám připojila i Sparta Praha, která přišla s nabídkou 8 milionů Kč, ale Baník chtěl hráče udržet. Po navýšení nabídky na 10 milionů Kč, která se rovnala ceně ve výstupní klauzuli, již Baník Holzera udržet nemohl a hráč se stěhoval do Sparty. V dresu Sparty debutoval 7. srpna 2016 ve druhém kole ročníku 2016/17 proti domácímu týmu FK Teplice (remíza 0:0). V sezóně 2016/17 odehrál 13 ligových utkání, v nichž vstřelil jeden gól, 5 startů přidal v Evropské lize a jeden v domácím poháru.
V červenci 2017 odešel hostovat do moravského týmu FC Fastav Zlín, účastníka základní skupiny Evropské ligy. Za sezónu v jeho dresu stihl 27 startů v domácí soutěži, zasáhl do všech 6 zápasů v Evropské lize a 2 starty přidal v domácím poháru.

### Baník Ostrava (návrat)
Přípravu na sezónu zahájil znovu ve Spartě, ale do kádru se mu prosadit nepodařilo. V červenci 2018 tak přestoupil do Baníku Ostrava, jeho mateřského klubu, který ho ze smlouvy vykoupil a se kterým podepsal víceletou smlouvu.

## Reprezentační kariéra
Holzer nastupoval za české reprezentační výběry od kategorie U16. Trenér Vítězslav Lavička jej v červnu 2017 vzal na Mistrovství Evropy hráčů do 21 let v Polsku. Český tým obsadil nepostupové 4. místo v základní skupině C.
Dne 6. září 2020 dostal svoji první pozvánku do českého národního týmu na zápas Ligy národů proti Skotsku. K tomu mu napomohla i nucená karanténa prvního týmu, který odehrál zápas se Slovenskem.